# Campogalliano
Campogalliano is een gemeente in de Italiaanse provincie Modena (regio Emilia-Romagna) en telt 8044 inwoners (31-12-2004). De oppervlakte bedraagt 35,0 km², de bevolkingsdichtheid is 221 inwoners per km².
De volgende frazioni maken deel uit van de gemeente: Saliceto Buzzalino, Panzano.

## Demografie
Campogalliano telt ongeveer 3167 huishoudens. Het aantal inwoners steeg in de periode 1991-2001 met 14,4% volgens cijfers uit de tienjaarlijkse volkstellingen van ISTAT.
| Jaar | Inwoneraantal |
| ---- | ------------- |
| 1991 | 6784          |
| 2001 | 7762          |

## Geografie
De gemeente ligt op ongeveer 43 m boven zeeniveau.
Campogalliano grenst aan de volgende gemeenten: Carpi, Correggio (RE), Modena, Rubiera (RE), San Martino in Rio (RE).

## Externe link

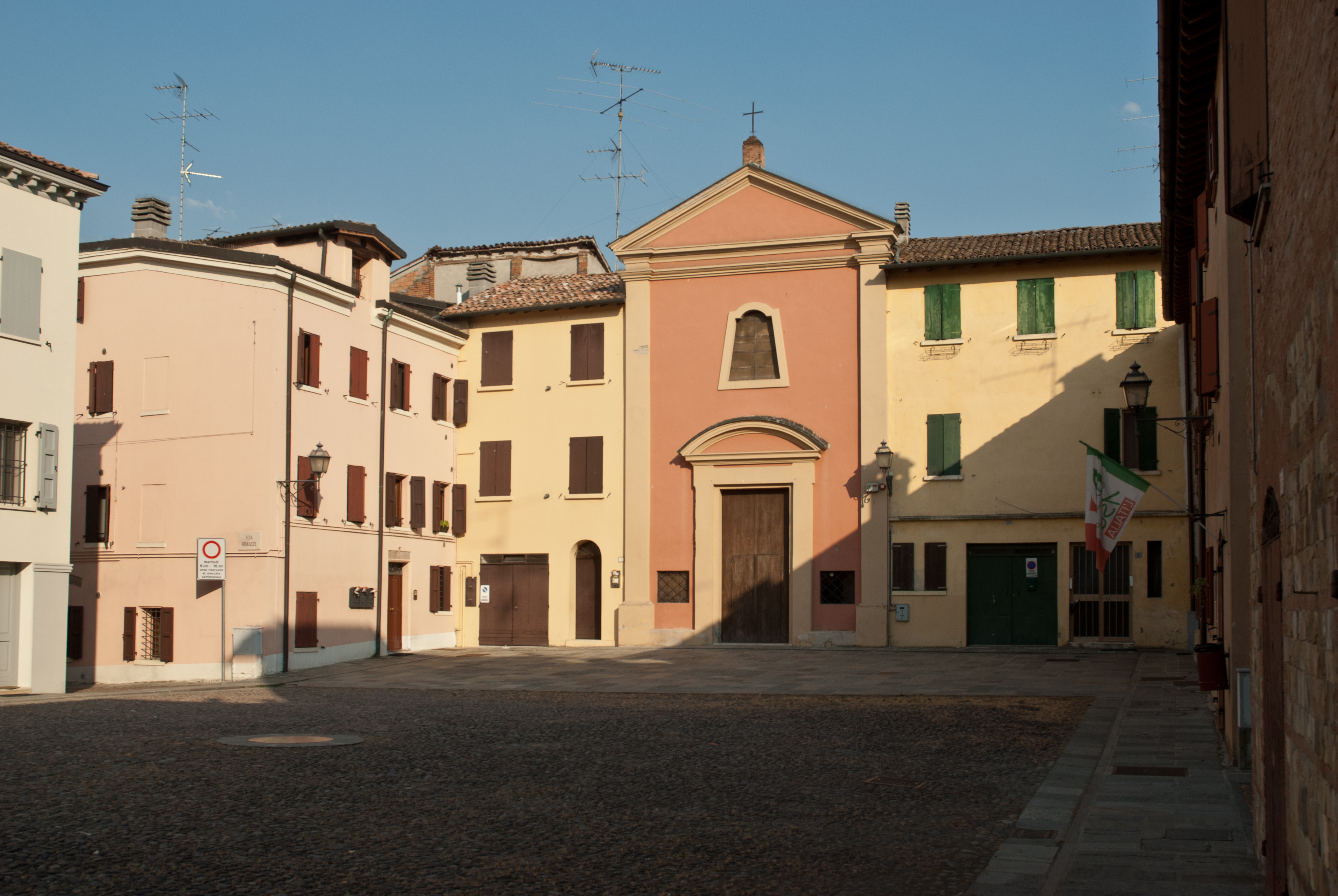
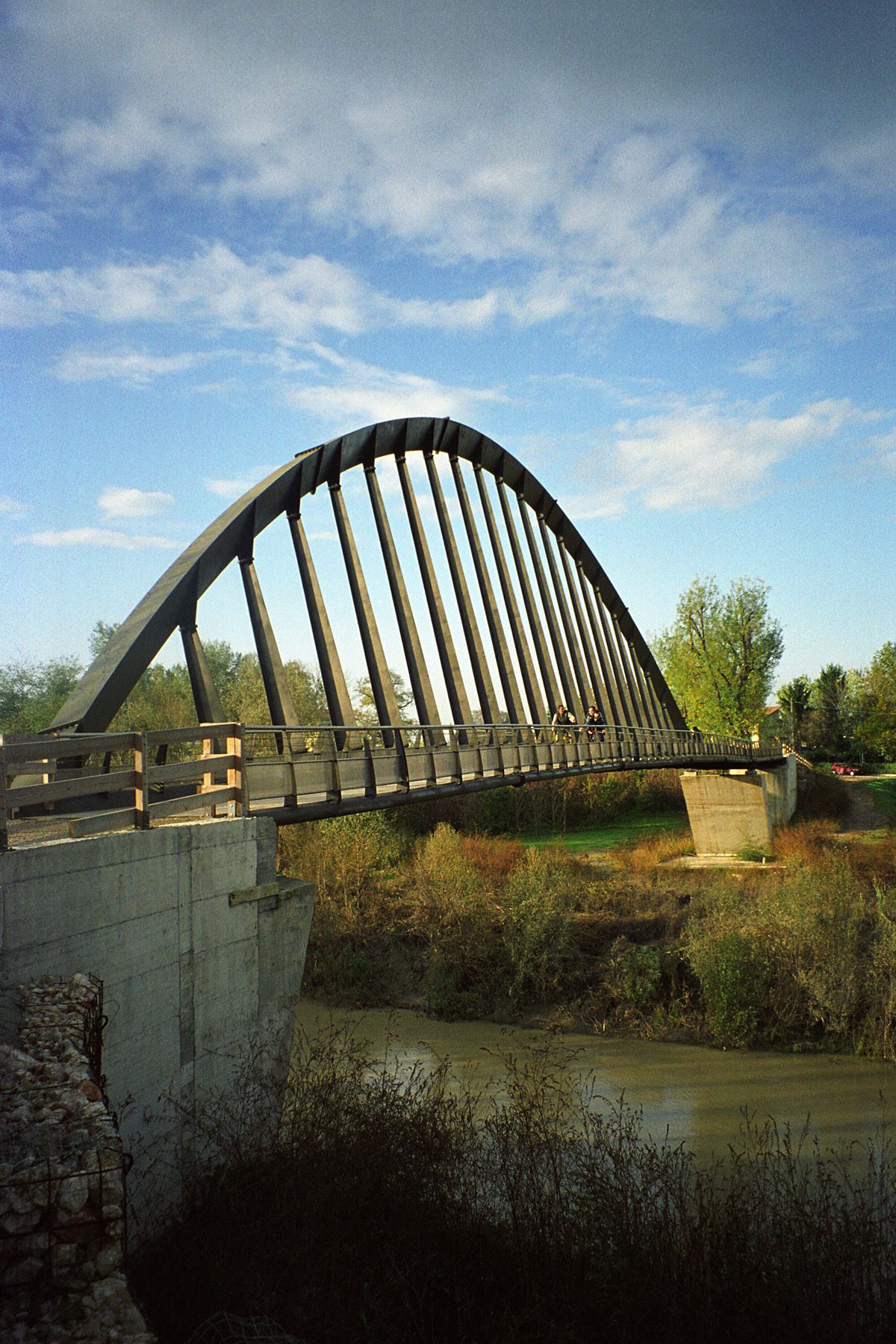
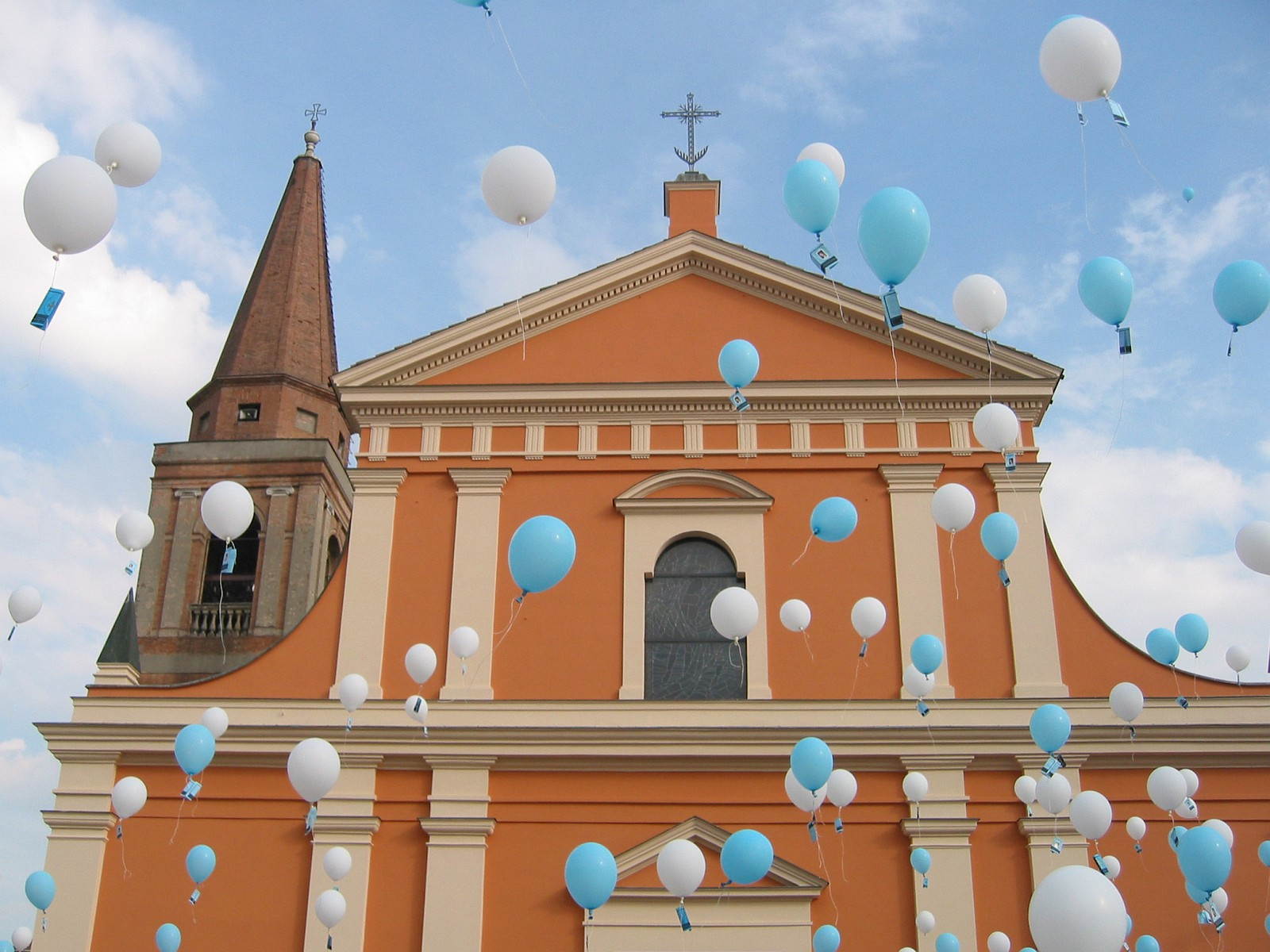